# 栃木県道126号栃木葛生線
栃木県道126号栃木葛生線（とちぎけんどう126ごう とちぎくずうせん）は、栃木県栃木市から佐野市に至る一般県道である。

## 概要
栃木市皆川城内町から佐野市中町に至る。2025年（令和7年）1月7日に前身の「栃木田沼線（とちぎたぬません）」から路線変更されたのが「栃木葛生線」である。
なお、途中栃木市柏倉町から佐野市中町間の約4 kmは車両通行不可である。このため、車両は栃木県道210号柏倉葛生線を迂回する必要がある。

### 路線データ
- 起点：栃木県栃木市皆川城内町字宿1867-2[1]（栃木県道75号栃木佐野線交点）
- 終点：栃木県佐野市中町字番場994-1[1]（栃木県道144号築地吉水線交点）
- 総延長：7.9 km[1]

## 歴史
- 1961年（昭和36年）4月1日 - 一般県道として認定。当時の起点は栃木市街地内であった。
- 1993年（平成5年）5月11日 - 建設省から、県道栃木田沼線の一部を栃木佐野線として主要地方道に指定される[2]。
- 1994年（平成6年）4月1日 - 主要地方道である栃木県道75号栃木佐野線の認定により起点が皆川城内町に変更。
- 2021年（令和3年）2月16日 - 安蘇川橋が開通[3]。
- 2025年（令和7年）1月7日 - 佐野市中町 - 山越交差点の県道指定が解除され、路線名が「栃木田沼線」から「栃木葛生線」に変更[1]。

## 路線状況

### 道路施設

#### 橋梁
- 醍醐橋（藤川、栃木市）

## 地理

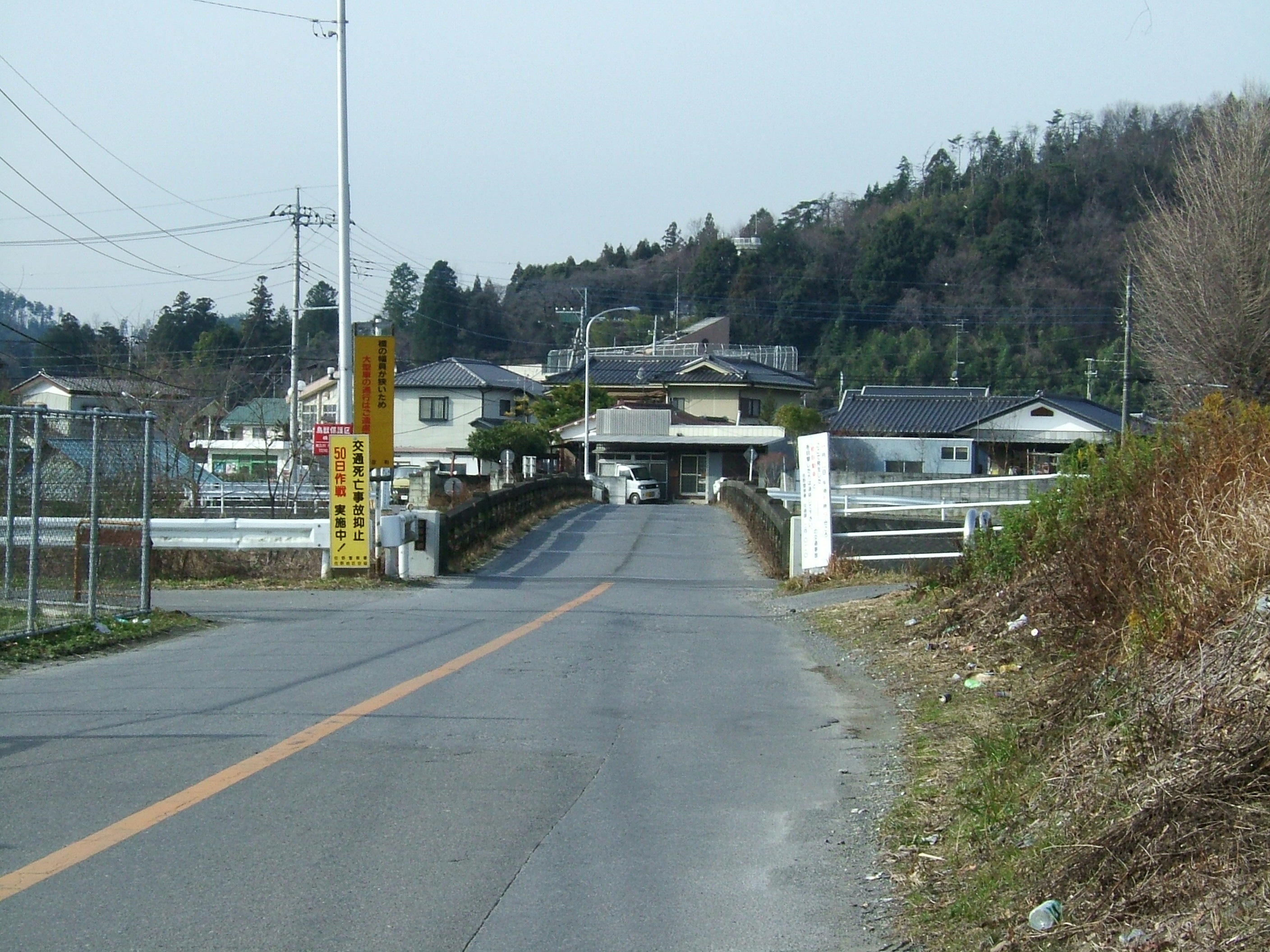
佐野市多田町付近、安蘇川橋（2007年1月）

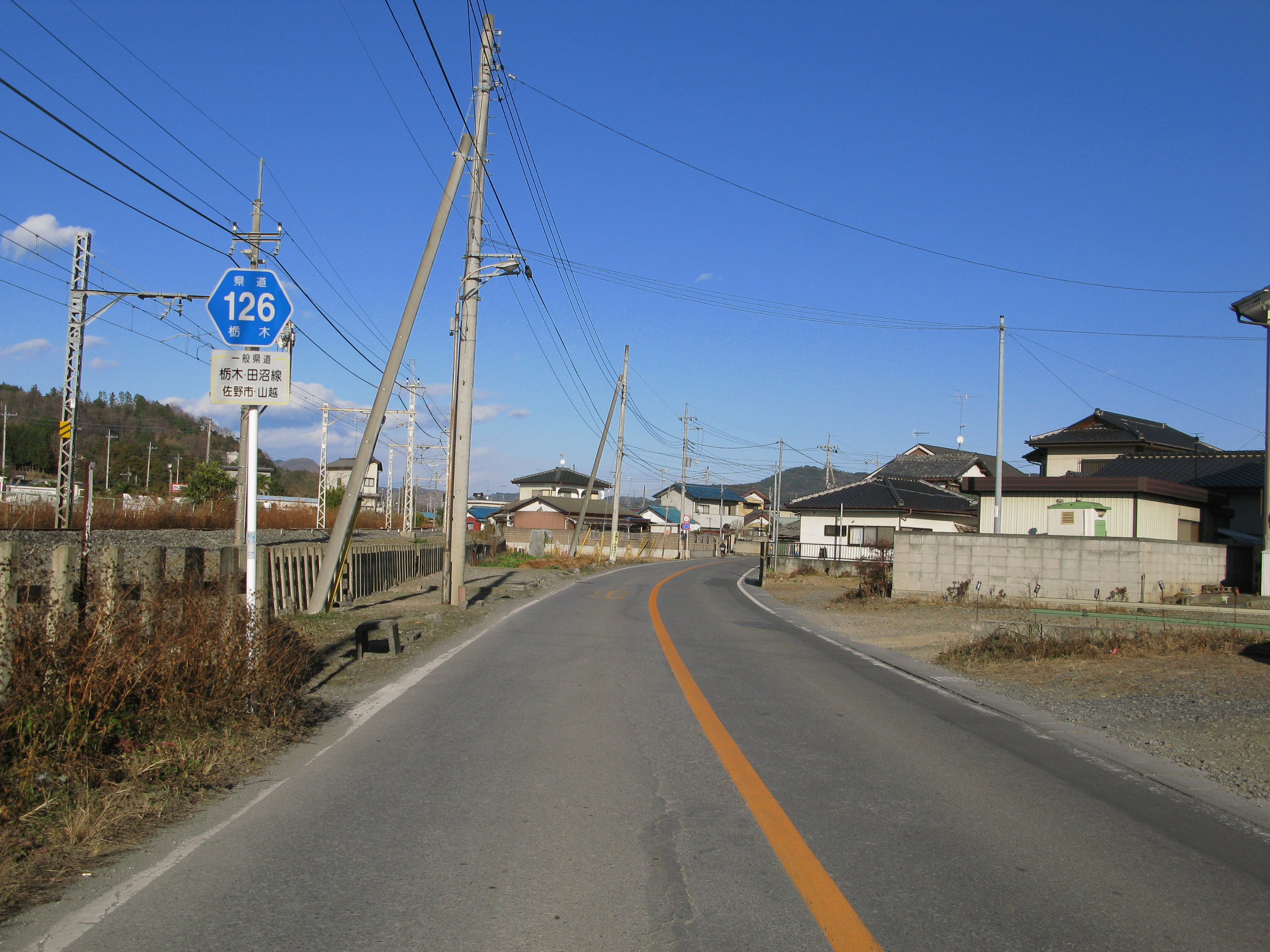
佐野市山越町付近（2012年12月）

### 通過する自治体
- 栃木県
  - 栃木市 - 佐野市

### 交差する道路
| 交差する道路            | 市町村名 | 交差する場所 | 交差する場所 |
| ----------------------- | -------- | ------------ | ------------ |
| 栃木県道75号栃木佐野線  | 栃木市   | 皆川城内町   | 起点         |
| 栃木県道210号柏倉葛生線 | 栃木市   | 柏倉町       |              |
| 栃木県道282号中藤岡線   | 佐野市   | 中町         |              |
| 栃木県道144号築地吉水線 | 佐野市   | 中町         | 終点         |

### 沿線
- 栃木市立皆川中学校